# Darshan Ranganathan

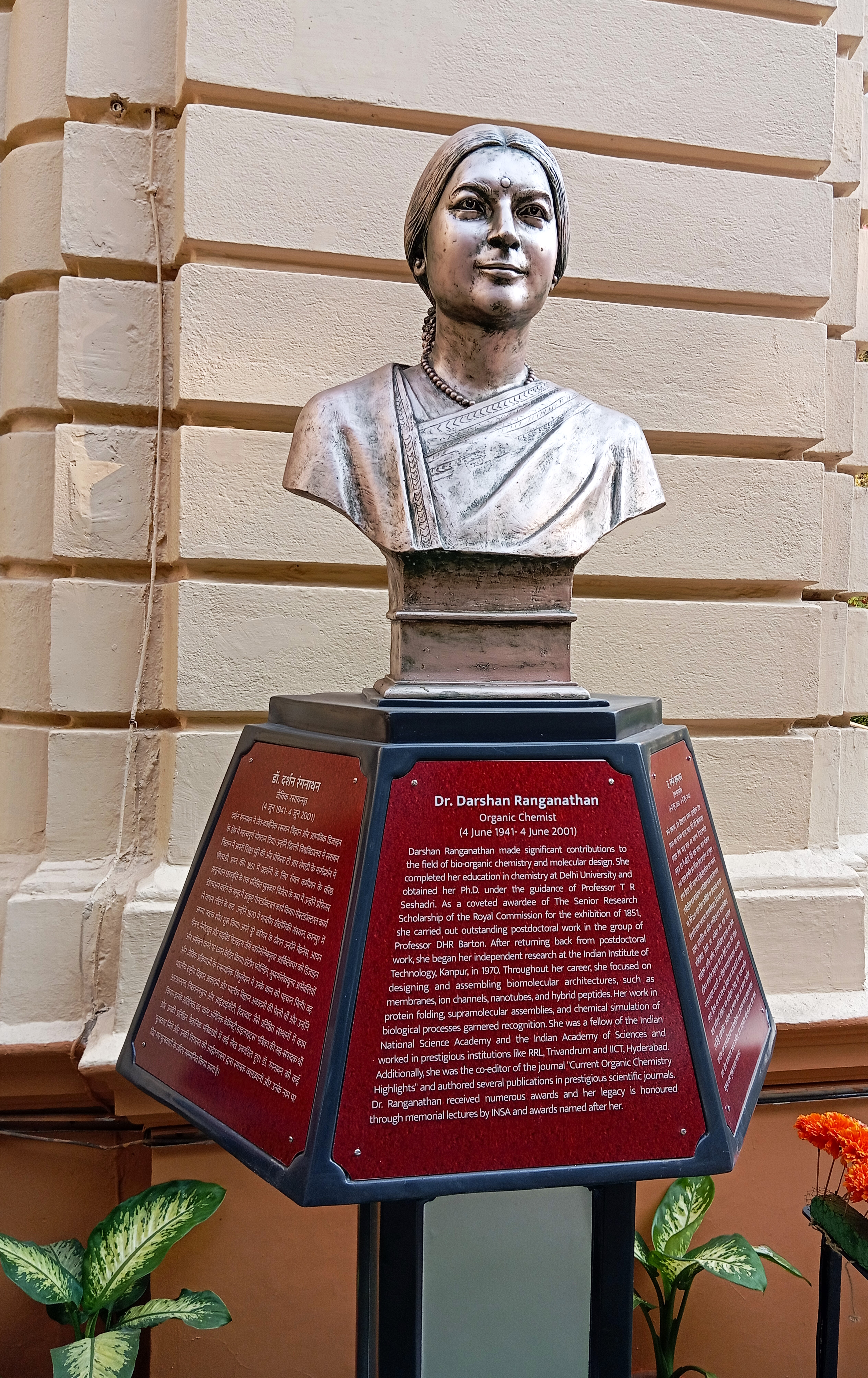
Statue von Darshan Ranganathan, Birla Industrial & Technological Museum, Kalkutta, Westbengalen, Indien

Darshan Ranganathan (Hindi: दर्शन रंगनाथन; geboren 4. Juni 1941 in Delhi; gestorben 4. Juni 2001) war eine organische Chemikerin aus Indien, die für ihre Arbeit in der bioorganischen Chemie bekannt wurde. Sie wurde geehrt für ihre Pionierarbeiten im Bereich der Proteinfaltung und für ihre Arbeit zum supramolekularen Aufbau und molekularem Design von Verbindungen, der chemischen Simulation von biologischen Schlüsselprozessen, der Synthese funktioneller Hybridpeptide und der Synthese von Nanoröhren.

## Leben und Werk
Darshan Ranganathan wurde 1941 in Delhi im damaligen Britisch-Indien als Tochter von Vidyavati Markan und Shanti Swarup als Darshan Markan geboren. Sie wurde in Delhi ausgebildet und 1967 von T.R. Sheshadri an der Delhi University in Chemie promoviert. Zunächst wurde sie als Dozentin eingestellt, später wurde sie Leiterin der Chemieabteilung des Miranda College in Delhi. Sie erhielt ein 1851 Forschungsstipendium der Royal Commission for the Exhibition of 1851, um ihr die Möglichkeit zu geben, am Imperial College London bei Professor D.H.R. Barton zu arbeiten.
1970 begann sie ihre Forschung am Indian Institute of Technology in Kanpur (IIT Kanpur). In diesem Jahr heiratete sie den Chemiker Subramania Ranganathan, mit dem sie zudem mehrere Arbeiten im Bereich der organischen Chemie verfasste und eine fortlaufende Serie mit dem Titel Current Organic Chemistry Highlights herausgab. Ihre Forschung am IIT Kanpur setzte sie auf der Grundlage von Stipendien fort, ungeschriebene Regeln verhinderten jedoch, dass sie der Fakultät beitrat, weil ihr Mann bereits Mitglied war. 1993 begann sie ihre Arbeit am Regional Research Laboratory in Trivandrum und 1998 wechselte sie zum IICT in Hyderabad und wurde dort Institutsleiterin. In diesen Jahren führte sie eine kontinuierliche Zusammenarbeit mit Isabella Karle am United States Naval Research Laboratory durch.
1997 wurde bei Darshan Ranganathan ein Brustkrebs diagnostiziert. Sie starb am 4. Juni 2001 an ihrem 60. Geburtstag.

## Werk
Ranganathans besondere Leidenschaft war die Reproduktion natürlicher biochemischer Prozesse im Labor. Sie erstellte ein Protokoll, das die autonome Reproduktion von Imidazol, einem Bestandteil von Histadin und Histamin mit pharmazeutischer Bedeutung, ermöglichte. Sie entwickelte auch eine Arbeitssimulation des Harnstoffzyklus. Im Laufe ihrer Karriere wurde sie zur Spezialistin für die Entwicklung von Proteinen, die eine Vielzahl unterschiedlicher Konformationen aufweisen, und für die Gestaltung von Nanostrukturen mit sich selbst zusammensetzenden Peptiden.
Zum Zeitpunkt ihres Todes war sie die produktivste organische Chemikerin Indiens und hatte in den letzten fünf Jahren ihres Lebens ein Dutzend Publikationen im Journal of the American Chemical Society, sechs im Journal of Organic Chemistry sowie zahlreiche in anderen Fachzeitschriften. Sie wurde 1991 zum Fellow der Indian Academy of Sciences gewählt und sie erhielt mehrere Auszeichnungen, darunter den Third World Academy of Sciences Award in Chemie für ihre herausragenden Beiträge zur bioorganischen Chemie, insbesondere zu supramolekularen Verbindungen, zum molekularen Design, zur chemischen Simulation wichtiger biologischer Prozesse, zur Synthese funktioneller Hybridpeptide und zur Synthese von proteinogenen Nanoröhren.

## Ehrungen und Mitgliedschaften
Für ihre Arbeiten wurde Darshan Ranganathan auf vielfältige Weise geehrt:
- Fellow of the Indian Academy of Sciences (1991)
- Fellow of the Indian National Science Academy (1996)
- Third World Academy of Sciences Award Prize in Chemistry, 1999
- Senior Research Scholarship of the Royal Commission for the Exhibition of 1851
- A.V. Rama Rao Foundation Award
- Jawaharlal Nehru Birth Centenary Visiting Fellowship
- Sukh Dev Endowment Lectureship

Die alle zwei Jahre stattfindende „Professor Darshan Ranganathan Memorial Lecture“, die „von einer Wissenschaftlerin gehalten werden soll, die in einem beliebigen Bereich der Wissenschaft und Technik herausragende Beiträge geleistet hat“, wurde 2001 von ihrem Mann etabliert.

## Belege
1. 1 2  StreeShakti – The Parallel Force. Abgerufen am 1. Dezember 2019.
2. 1 2 3 4 5  D. Balasubramanian: Darshan Ranganathan – A tribute. In: Current Science. 81. Jahrgang, Nr. 2, 25. Juli 2001, S. 217–219 (iisc.ernet.in (Memento des Originals vom 21. August 2019 im Internet Archive) [abgerufen am 26. Oktober 2012]).
3. ↑  Venkatraman, Vijaysree:  Book Review : Forgotten daughters (Memento des Originals vom 15. April 2009 im Internet Archive) In: The Hindu : Literary Review. Abgerufen am 20. Oktober 2012
4. ↑  Darshan Ranganathan: Design and synthesis of self-assembling peptides. In: Pure and Applied Chemistry. 68. Jahrgang, Nr. 3, 1996, S. 671–674, doi:10.1351/pac199668030671 (iupac.org [PDF]).
5. ↑  Academy Awards – Subjectwise Medals / Lectures / Awards. In: Indian National Science Academy. Abgerufen am 1. Dezember 2019. (Archivlink)

| Personendaten    | Personendaten                  |
| ---------------- | ------------------------------ |
| NAME             | Ranganathan, Darshan           |
| KURZBESCHREIBUNG | indische organische Chemikerin |
| GEBURTSDATUM     | 4. Juni 1941                   |
| GEBURTSORT       | Delhi                          |
| STERBEDATUM      | 4. Juni 2001                   |